# Stereoside
Stereoside — американская рок-группа, основанная в 1999 году и выпустившая 4 студийных альбома, последний из которых вышел в 2016 году.

## История
Группа Stereoside была образована в конце 90х гг. солистом Эдди Свини (Eddie Sweeney), басистом Дэвидом Оливером (David Oliver), барабанщиком Крисом Йорком (Chris York) и гитаристом Бэном Фостером (Ben Foster). До этого группа носила название «60 Cycle Hum».
В январе 2005 года группа выпустила дебютный альбом Wake Up. Через год коллектив покидает вокалист, и на смену ему приходит Джефф Шелдс, который был замечен парнями благодаря местному конкурсу «American Idol Inspired competition».
В марте 2007 года Stereoside заключили контракт с независимым лейблом Bieler Bros. Records и вскоре начали работу над новым альбомом, который обрел название «So Long» и вышел в сентябре 2007 года. «У нас получился именно такой альбом, который мы все так желали сделать. И мы прямо-таки сияем от счастья. Мы считаем, что он записан в нашей собственной стилистике, которая, возможно, даст движение бесконечному количеству рок-песен» — рассказывают парни о своём творении.
Первый сингл с альбома, Sinner достаточно успешно ротировался на американских рок-радиостанциях. После его выхода Stereoside стали приглашать на рок-фестивали, помимо этого парни играли на разогреве у Papa Roach. Следом выйдет сингл «So Long».
2008 год группа посвятила себя концертной деятельности, за это время сыграв на одной сцене с Smile Empty Soul, Puddle Of Mudd, Buckcherry, 10 Years, Kittie, 12 Stones, Hinder, Revelation Theory, Alter Bridge, Shinedown и многими другими коллективами.
В конце августа 2010 года группа выпустила новый одноимённый альбом, состоящий из 10 треков.

## Состав
- Эдди Свини (1999—2006), Джефф Шелдс[6] (с 2006) — вокал (с 2006)
- Дэвид Оливер[7] — бас-гитара
- Крис Йорк[8] — ударные
- Бен Фостер[9] — электрогитара, бэк-вокал

## Дискография

### Студийные альбомы
| Релиз            | Название   | Лейбл                | US |
| 1 января 2005    | Wake Up    | Ingenium             | -  |
| 27 сентября 2007 | So Long    | Bieler Bros. Records | -  |
| 31 августа 2010  | Stereoside | Bieler Bros. Records | 48 |
| 26 августа 2016  | Hellbent   | Stereoside           | -  |

### Синглы
- 2007 — Sinner
- 2007 — So Long
- 2009 — On Our Way
- 2014 - My Life